# Veselí nad Lužnicí
Veselí nad Lužnicí (tyska: Wesseli an der Lainsitz, tidigare Frohenbruck an der Lainsitz) är en stad i Tjeckien. Den ligger i distriktet Tábor och regionen Södra Böhmen, i den centrala delen av landet, 100 km söder om huvudstaden Prag. Veselí nad Lužnicí ligger 430 meter över havet och antalet invånare är 6 464 (2016).
Terrängen runt Veselí nad Lužnicí är platt. Runt Veselí nad Lužnicí är det glesbefolkat, med 19 invånare per kvadratkilometer. Närmaste större samhälle är Soběslav, 8,5 km norr om Veselí nad Lužnicí. Omgivningarna runt Veselí nad Lužnicí är en mosaik av jordbruksmark och naturlig växtlighet.